# Марія Адельборг
Марія Адельборг (швед. Maria Adelborg; повне ім'я Maria Eleonora Amalia Adelborg; 6 грудня 1849, Карлскруна – 23 квітня 1940) — шведська художниця по текстилю.
Зробила значний внесок у шведське текстильне мистецтво, виконуючи декоративні прикраси для церковних і світських цілей у середньовічному і древньому скандинавському стилях.

## Біографія
Народилася 6 грудня 1849 року в Карлскруні в родині військового і художника Брора Адельборга та його дружини Гедвіг Катаріни (Hedvig Catharina, 1820—1903); сестра Оттилії Адельборг і Гертруди Адельборг.
З 1886 по 1899 рік Марія працювала в Стокгольмі у крамниці під назвою «Шведська художня виставка» у Сельми Гебель, а в 1900—1907 роках працювала в асоціації друзів рукоділля (Handarbetets vänner). У 1889 році здійснила навчальні поїздки до Нідерландів і Франції, в 1895 році — до Англії.
Серед найвидатніших робіт Марії Адельборг — килим в каплиці Біргитти в Римі й казула для стокгольмської церкви Sofia Church. У 1894 році за свої здобутки була удостоєна призу Софі Адлерспарре.
У 1907 році Марія Адельборг вийшла зі складу асоціації Друзів рукоділля, і разом зі своїми сестрами жила в Гагнефі, де й померла 23 квітня 1940 року.